# Каролев (гміна Домбрувка)
Каролев (пол. Karolew) — село в Польщі, у гміні Домбрувка Воломінського повіту Мазовецького воєводства.
Населення — 168 осіб (2011).
У 1975-1998 роках село належало до Остроленцького воєводства.

## Демографія
Демографічна структура станом на 31 березня 2011 року:
|          | Загалом | Допрацездатний вік | Працездатний вік | Постпрацездатний вік |
| -------- | ------- | ------------------ | ---------------- | -------------------- |
| Чоловіки | 85      | 18                 | 58               | 9                    |
| Жінки    | 83      | 18                 | 50               | 15                   |
| Разом    | 168     | 36                 | 108              | 24                   |